# Serie B 2014-2015 (calcio a 5)
La Serie B 2014-2015 è stata la diciassettesima edizione del campionato nazionale di calcio a 5 di terzo livello e la venticinquesima assoluta della categoria.

## La divisione
La stagione regolare ha preso avvio, con regolamento invariato rispetto all'edizione precedente, tra il 27 settembre (gironi a 13 squadre) e il 4 ottobre 2014 (gironi a 12 squadre) e si è conclusa il 4 aprile 2015, prolungandosi fino al 31 maggio seguente con la disputa delle partite di spareggio. Il Consiglio Direttivo della Divisione Calcio a 5, preso atto delle ammissioni disposte dalla COVISOD e dalla Lega Nazionale Dilettanti, ha ratificato l'iscrizione di 68 delle società aventi diritto (scese a 64 con il ripescaggio in serie A2 di Atletico Catanzaro Stefano Gallo, Partenope, Roma Torrino e Toniolo Milano) e 10 ripescaggi, fissando in 74 società l'organico della Serie B. In caso di parità di punteggio fra due o più squadre al termine della stagione regolare, la “classifica avulsa” fra le squadre interessate è compilata tenendo conto nell'ordine: a) dei punti conseguiti negli incontri diretti; b) a parità di punti, della differenza tra le reti segnate e quelle subite negli stessi incontri; c) della differenza fra reti segnate e subite negli incontri diretti fra le squadre interessate; c) della differenza fra reti segnate e subite nell'intero Campionato; d) del maggior numero di reti segnate nell'intero Campionato; e) del minor numero di reti subite nell'intero Campionato; f) del maggior numero di vittorie realizzate nell'intero Campionato; g) del minor numero di sconfitte subite nell'intero Campionato; h) del maggior numero di vittorie esterne nell'intero campionato; i) del minor numero di sconfitte interne nell'intero campionato.

## Girone A

### Partecipanti
Il girone A comprende sei società toscane, tre piemontesi e altrettante sarde. Asso Arredamenti (con sede a Selargius), Città di Massa e Sporting Rosta (che fa ritorno nella categoria dopo 4 stagioni di assenza) hanno vinto i rispettivi campionati regionali mentre la Sangiovannese è stata ripescata in virtù della rinuncia del Bra, ripartito dalla serie C2, e dell'Isolotto che non ha presentato domanda di iscrizione.

### Classifica[4]
|  | Pos. | Squadra          | Pt | G  | V  | N | P  | GF  | GS  | DR  |
|  | ---- | ---------------- | -- | -- | -- | - | -- | --- | --- | --- |
|  | 1.   | Prato            | 54 | 22 | 17 | 3 | 2  | 114 | 60  | +54 |
|  | 2.   | Asso Arredamenti | 49 | 22 | 16 | 1 | 5  | 116 | 58  | +58 |
|  | 3.   | Elmas            | 47 | 22 | 15 | 2 | 5  | 99  | 78  | +21 |
|  | 4.   | Atiesse          | 38 | 22 | 12 | 2 | 8  | 88  | 73  | +15 |
|  | 5.   | Castellamonte    | 33 | 22 | 10 | 3 | 9  | 110 | 111 | -1  |
|  | 6.   | Poggibonsese     | 32 | 22 | 9  | 5 | 8  | 73  | 74  | -1  |
|  | 7.   | Bassotti         | 32 | 22 | 10 | 2 | 10 | 80  | 98  | -18 |
|  | 8.   | Pistoia          | 24 | 22 | 7  | 3 | 12 | 81  | 93  | -12 |
|  | 9.   | Sangiovannese    | 23 | 22 | 7  | 2 | 13 | 86  | 104 | -18 |
|  | 10.  | Città di Massa   | 19 | 22 | 6  | 1 | 15 | 69  | 93  | -24 |
|  | 11.  | CUS Pisa         | 17 | 22 | 5  | 2 | 15 | 63  | 102 | -39 |
|  | 12.  | Sporting Rosta   | 14 | 22 | 4  | 2 | 16 | 75  | 110 | -35 |

### Verdetti[6]
- Prato promosso in Serie A2 2015-16.
- Sporting Rosta retrocesso in Serie C1 del Piemonte.
- Asso Arredamenti, Atiesse e Bassotti non iscritte al campionato di Serie B 2015-16.

## Girone B

### Partecipanti
Il girone B comprende cinque società provenienti dall'Emilia-Romagna, quattro dalla Lombardia, una rispettivamente da Liguria, Sardegna e Trentino-Alto Adige. Dai campionati regionali sono stati promossi il Futsal Monza (nuova denominazione del San Damiano, espressione dell'omonima frazione in comune di Brugherio e all'esordio nelle categorie nazionali), il Tigullio (con sede a Chiavari e il San Biagio Monza (vincitore dei play-off nazionali) che mancavano entrambi dalla stagione 2011-12. Per compensare il ripescaggio del Toniolo Milano in serie A2 nonché la mancata iscrizione di San Gottardo (vincitrice della serie C1 del Trentino-Alto Adige) e Città di Bresso, sono state a loro volta ripescate Faventia (alla prima apparizione nella categoria) e Castello C5 (mancava dalla stagione 2008-09) giunte rispettivamente seconda e terza in serie C1 dell'Emilia-Romagna. Il Faventia sconta in questa stagione la penalizzazione di 4 punti seguita al tentativo di un proprio dirigente di influenzare il risultato di un incontro del precedente campionato di Serie C1.

### Classifica[4]
|  | Pos. | Squadra        | Pt | G  | V  | N | P  | GF  | GS  | DR   |
|  | ---- | -------------- | -- | -- | -- | - | -- | --- | --- | ---- |
|  | 1.   | Imola          | 64 | 22 | 21 | 1 | 0  | 138 | 32  | +106 |
|  | 2.   | Bubi Merano    | 57 | 22 | 19 | 0 | 3  | 105 | 53  | +52  |
|  | 3.   | Real Cornaredo | 43 | 22 | 14 | 1 | 7  | 126 | 99  | +32  |
|  | 4.   | Saints Pagnano | 34 | 22 | 10 | 4 | 8  | 94  | 97  | -3   |
|  | 5.   | Monza          | 31 | 22 | 9  | 4 | 9  | 82  | 77  | +5   |
|  | 6.   | Fratelli Bari  | 27 | 22 | 7  | 6 | 9  | 81  | 95  | -14  |
|  | 7.   | Ossi           | 27 | 22 | 8  | 3 | 11 | 78  | 92  | -14  |
|  | 8.   | Tigullio       | 24 | 22 | 7  | 3 | 12 | 74  | 116 | -42  |
|  | 9.   | Faventia       | 22 | 22 | 8  | 2 | 12 | 100 | 104 | -4   |
|  | 10.  | Castello       | 18 | 22 | 5  | 3 | 14 | 58  | 97  | -39  |
|  | 11.  | San Biagio     | 16 | 22 | 5  | 1 | 16 | 78  | 111 | -33  |
|  | 12.  | Bologna 2003   | 14 | 22 | 4  | 2 | 16 | 70  | 111 | -41  |

### Verdetti[6]
- Imola promosso in Serie A2 2015-16.
- Bologna 2003 retrocesso in Serie C1 dell'Emilia-Romagna, successivamente ripescato a completamento dell'organico.

## Girone C

### Partecipanti
Il girone C comprende cinque società provenienti dalle Marche e altrettante dal Veneto, due dal Friuli-Venezia Giulia e il solo TorreSavioCesena Futsal, vincitore della serie C1 regionale, a rappresentare l'Emilia-Romagna. Le altre formazioni neopromosse sono l'Adriatica Monfalcone (la cui ultima apparizione nella categoria risaliva alla stagione 2009-10), il Blue Team Trissino che ha fatto propria l'identità dello Zanè Vicenza cambiando la propria denominazione in "Thiene Zanè Calcio a 5", e i 5 Diavoli (con sede a Trebaseleghe) vincitori dei play-off nazionali di serie C1. Dalla serie A2 è retrocessa la Dolomitica mentre MIR Montecchio e Star Five Monfalcone non hanno presentato domanda di iscrizione. L'organico è completato dal ripescaggio del Fano Calcio a 5 che darà vita insieme all'Alma Juventus a un'inedita stracittadina che richiama alla mente i numerosi derby giocati nella categoria da Alma Juventus e Palextra Fano.

### Classifica[4]
|  | Pos. | Squadra              | Pt | G  | V  | N | P  | GF  | GS  | DR  |
|  | ---- | -------------------- | -- | -- | -- | - | -- | --- | --- | --- |
|  | 1.   | Thiene Zanè          | 58 | 24 | 18 | 4 | 2  | 127 | 76  | +51 |
|  | 2.   | Carrè Chiuppano      | 57 | 24 | 19 | 0 | 5  | 158 | 72  | +86 |
|  | 3.   | Villorba             | 57 | 24 | 19 | 0 | 5  | 123 | 69  | +54 |
|  | 4.   | Diavoli              | 47 | 24 | 15 | 2 | 7  | 114 | 102 | +12 |
|  | 5.   | Porto San Giorgio    | 43 | 24 | 14 | 1 | 9  | 132 | 119 | +13 |
|  | 6.   | TS Cesena            | 33 | 24 | 10 | 3 | 11 | 94  | 89  | +5  |
|  | 7.   | Buldog Lucrezia      | 27 | 24 | 7  | 6 | 11 | 79  | 100 | -21 |
|  | 8.   | Adriatica Monfalcone | 26 | 24 | 8  | 2 | 14 | 79  | 114 | -35 |
|  | 9.   | Palmanova            | 26 | 24 | 8  | 2 | 14 | 98  | 139 | -41 |
|  | 10.  | Fano                 | 24 | 24 | 7  | 3 | 14 | 89  | 110 | -21 |
|  | 11.  | Dolomitica           | 22 | 24 | 6  | 4 | 14 | 72  | 86  | -14 |
|  | 12.  | CUS Ancona           | 17 | 24 | 5  | 2 | 17 | 77  | 123 | -46 |
|  | 13.  | Fano C5              | 15 | 24 | 4  | 3 | 17 | 78  | 121 | -43 |

### Verdetti[6]
- Thiene Zanè e, dopo i play-off, Carrè Chiuppano promossi in Serie A2 2015-16.
- Fano C5 retrocesso in Serie C1 delle Marche.
- Palmanova rinuncia al campionato di Serie B, iscrivendosi in Serie C del Friuli-Venezia Giulia.

## Girone D

### Partecipanti
Il girone D comprende quattro società laziali, tre marchigiane (due delle quali con sede a Porto San Giorgio), altrettante umbre e una proveniente rispettivamente dall'Abruzzo e dalla Toscana. Dalle categorie regionali sono state promosse il Perugia (ritornato nei campionati nazionali dopo il fallimento avvenuto nel 2008), l'Aprutino (nuova denominazione del Loreto Aprutino, la cui ultima apparizione nella categoria risaliva alla stagione 2010-11), l'Ardenza Ciampino (vincitrice dei play-off nazionali, è l'erede del Ciampino Calcio a 5) e la rifondata Sangiorgese che ha rilevato il titolo sportivo dei campioni marchigiani della Eagles Fermo. Circolo Tennis EUR (vincitore della serie C1 del Lazio), L'Acquedotto e Lodigiani non hanno presentato domanda di iscrizione, ripartendo dalle categorie regionali, mentre l'Olimpus Olgiata, giunta terza nella precedente serie C1 laziale, è stata ripescata a completamento dell'organico. Il Prato Rinaldo sconta in questa stagione la penalizzazione di 6 punti seguita agli incidenti occorsi nella gara di andata del 1º turno play-off della scorsa edizione contro L'Acquedotto C5. Il 12 febbraio 2015 l'Olimpus è stato penalizzato di 4 punti in classifica per aver schierato in diverse gare di campionato un giocatore non tesserato.

### Classifica[4]
|  | Pos. | Squadra           | Pt | G  | V  | N | P  | GF  | GS  | DR   |
|  | ---- | ----------------- | -- | -- | -- | - | -- | --- | --- | ---- |
|  | 1.   | Olimpus Roma      | 52 | 22 | 18 | 2 | 2  | 130 | 55  | +75  |
|  | 2.   | Nursia            | 45 | 22 | 13 | 6 | 3  | 129 | 57  | +72  |
|  | 3.   | Aprutino          | 43 | 22 | 13 | 4 | 5  | 117 | 86  | +31  |
|  | 4.   | Porto San Giorgio | 42 | 22 | 13 | 3 | 6  | 97  | 63  | +34  |
|  | 5.   | Prato Rinaldo     | 41 | 22 | 15 | 2 | 5  | 124 | 58  | +66  |
|  | 6.   | Ardenza Ciampino  | 35 | 22 | 11 | 2 | 9  | 98  | 87  | +11  |
|  | 7.   | Perugia           | 27 | 22 | 7  | 6 | 9  | 76  | 84  | -6   |
|  | 8.   | Atlante Grosseto  | 26 | 22 | 7  | 5 | 10 | 104 | 113 | -9   |
|  | 9.   | Virtus Fondi      | 24 | 22 | 7  | 3 | 12 | 77  | 104 | -27  |
|  | 10.  | Foligno           | 22 | 22 | 6  | 4 | 12 | 84  | 101 | -17  |
|  | 11.  | Civitanova        | 7  | 22 | 2  | 1 | 19 | 63  | 168 | -105 |
|  | 12.  | Sangiorgese       | 2  | 22 | 0  | 2 | 20 | 52  | 174 | -122 |

### Verdetti[6]
- Olimpus Olgiata e, dopo i play-out, Nursia promosse in Serie A2 2015-16.
- Sangiorgese retrocessa in Serie C1 delle Marche.
- Civitanova, Foligno, Perugia e Prato Rinaldo non iscritte al campionato di Serie B 2015-16.

## Girone E

### Partecipanti
Il girone E comprende nove società pugliesi, tre molisane e la sola Alma Salerno, neopromossa e all'esordio nella categoria, proveniente dalla Campania. Anche per la Win Adv Campobasso, vincitrice del campionato di serie C1 del Molise, è la prima esperienza nei campionati nazionali mentre l'Isernia, vincitrice dei play-off, aveva già disputato come "Vis Isernia" le edizioni del 2006-07 e 2007-08. La mancata iscrizione di Sporting Sala Consilina e il ripescaggio della Partenope in Serie A2 hanno comportato il reintegro del retrocesso Modugno.

### Classifica[4]
|  | Pos. | Squadra            | Pt | G  | V  | N | P  | GF  | GS  | DR   |
|  | ---- | ------------------ | -- | -- | -- | - | -- | --- | --- | ---- |
|  | 1.   | Bisceglie          | 60 | 24 | 18 | 6 | 0  | 127 | 45  | +82  |
|  | 2.   | Virtus Rutigliano  | 54 | 24 | 17 | 3 | 4  | 126 | 73  | +53  |
|  | 3.   | Barletta           | 50 | 24 | 15 | 5 | 4  | 113 | 68  | +45  |
|  | 4.   | Barletta Futsal    | 48 | 24 | 15 | 3 | 6  | 101 | 60  | +41  |
|  | 5.   | Venafro            | 47 | 24 | 14 | 5 | 5  | 110 | 94  | +16  |
|  | 6.   | Isernia            | 39 | 24 | 12 | 3 | 9  | 79  | 65  | +14  |
|  | 7.   | Manfredonia        | 32 | 24 | 10 | 2 | 12 | 81  | 85  | -4   |
|  | 8.   | Win Adv Campobasso | 32 | 24 | 10 | 2 | 12 | 80  | 104 | -24  |
|  | 9.   | Giovinazzo         | 27 | 24 | 8  | 3 | 13 | 95  | 107 | -12  |
|  | 10.  | Alma Salerno       | 23 | 24 | 7  | 2 | 15 | 85  | 101 | -16  |
|  | 11.  | Azzurri Conversano | 20 | 24 | 6  | 2 | 16 | 73  | 110 | -37  |
|  | 12.  | Modugno            | 14 | 24 | 4  | 2 | 18 | 68  | 119 | -51  |
|  | 13.  | CSG Putignano      | 3  | 24 | 1  | 0 | 23 | 41  | 148 | -107 |

### Verdetti[6]
- Bisceglie 1990 promosso in Serie A2 2015-16.
- CSG Putignano retrocesso in Serie C1 della Puglia, successivamente ripescato a completamento dell'organico.
- Modugno e Venafro non iscritti al campionato di Serie B 2015-16.

## Girone F

### Partecipanti
Il girone F comprende le quattro rimanenti società pugliesi, altrettante calabresi, tre siciliane e una lucana. L'organico è affetto da sei defezioni ovvero il Potenza retrocesso dalla serie A2; le neopromosse Azzurri Palermo e Maschito; lo storico Mirto (fondato nel 1997, ripartirà dalla serie D) e il Città di Villafranca, quest'ultimo giunto nella scorsa edizione fino alla finale play-off; infine l'Atletico Catanzaro Stefano Gallo che è stato ripescato in serie A2. Dai campionati regionali sono stati promossi il Cisternino e il Cataforio, mentre il Meta Calcio a 5 (nuova denominazione della M&M Futsal con sede a San Giovanni la Punta), la Nissa Futsal (sconfitto nella finale play-off dall'Isernia) e il San Rocco Ruvo sono state ripescate a completamento dell'organico, così come la Fata Morgana, retrocessa al termine dello scorso campionato.

### Classifica[4]
|                                          | Pos. | Squadra          | Pt | G  | V  | N | P  | GF  | GS  | DR  |
| ---------------------------------------- | ---- | ---------------- | -- | -- | -- | - | -- | --- | --- | --- |
|                                          | 1.   | Sammichele       | 55 | 22 | 18 | 1 | 3  | 152 | 76  | +76 |
| Vincitrice della Coppa Italia di Serie B | 2.   | Cisternino       | 55 | 22 | 18 | 1 | 3  | 129 | 61  | +68 |
|                                          | 3.   | Real Team Matera | 47 | 22 | 15 | 2 | 5  | 113 | 70  | +43 |
|                                          | 4.   | Meta             | 44 | 22 | 14 | 2 | 6  | 103 | 77  | +26 |
|                                          | 5.   | Ares Mola        | 41 | 22 | 13 | 2 | 7  | 109 | 87  | +22 |
|                                          | 6.   | Sant'Isidoro     | 27 | 22 | 8  | 3 | 11 | 103 | 108 | -5  |
|                                          | 7.   | Cataforio        | 27 | 22 | 8  | 3 | 11 | 97  | 99  | -2  |
|                                          | 8.   | Nissa            | 20 | 22 | 6  | 2 | 14 | 65  | 95  | -30 |
|                                          | 9.   | San Rocco Ruvo   | 19 | 22 | 6  | 1 | 15 | 65  | 100 | -35 |
|                                          | 10.  | Fata Morgana     | 19 | 22 | 6  | 1 | 15 | 80  | 140 | -60 |
|                                          | 11.  | Kroton           | 16 | 22 | 5  | 1 | 16 | 81  | 148 | -67 |
|                                          | 12.  | Melito           | 15 | 22 | 4  | 3 | 15 | 50  | 86  | -36 |

### Verdetti[6]
- Polisportiva Sammichele promossa in Serie A2 2015-16.
- Melito retrocesso in Serie C1 della Calabria.
- Cisterino e Matera ripescate in Serie A2 2015-16 a completamento dell'organico.
- Fata Morgana (mantiene il solo settore giovanile e scolastico) e Ares Mola non iscritte al campionato di Serie B 2015-16.

## Play-off

### Primo turno[21]
Gli incontri saranno disputati con gare di andata e di ritorno, da disputarsi il 18 e il 21 aprile 2015. L'incontro di ritorno sarà effettuato in casa della squadra meglio classificata nella “Stagione Regolare”. Al termine degli incontri saranno dichiarate vincenti le squadre che nelle due partite (di andata e di ritorno) avranno ottenuto il maggior punteggio ovvero a parità di punteggio le squadre che avranno realizzato il maggior numero di reti. Nel caso di parità gli arbitri della gara di ritorno faranno disputare due tempi supplementari di 5 minuti ciascuno. Qualora anche al termine di questi le squadre fossero in parità sarà considerata vincente la squadra in migliore posizione di classifica al termine della stagione regolare.
| Squadra 1         | Totale | Squadra 2         | Andata | Ritorno   |
| ----------------- | ------ | ----------------- | ------ | --------- |
| Castellamonte     | 3-20   | Asso Arredamenti  | 2-10   | 1-10      |
| Atiesse           | 9-10   | Elmas             | 6-3    | 3-7       |
| Monza             | 8-9    | Bubi Merano       | 4-3    | 4-6 (dts) |
| Saints Pagnano    | 5-7    | Real Cornaredo    | 4-4    | 1-3 (dts) |
| Porto San Giorgio | 7-11   | Carrè Chiuppano   | 5-3    | 2-8       |
| Diavoli           | 6-8    | Villorba          | 3-2    | 3-6       |
| Prato Rinaldo     | 4-4    | Nursia            | 2-2    | 2-2 (dts) |
| Porto San Giorgio | 11-9   | Aprutino          | 5-1    | 6-8 (dts) |
| Venafro           | 6-10   | Virtus Rutigliano | 4-4    | 2-6       |
| Barletta Futsal   | 8-5    | Barletta          | 4-2    | 4-3       |
| Ares Mola         | 3-10   | Cisternino        | 2-5    | 1-5       |
| Meta              | 3-8    | Real Team Matera  | 1-2    | 2-6       |

### Secondo turno
Le 12 Società vincenti delle gare di play-off del 1º turno sono ammesse a quattro triangolari nei quali si affrontano reciprocamente in una gara unica. La composizione dei triangolari e la compilazione della prima giornata sono stati determinati per sorteggio, effettuato dalla segreteria della Divisione Calcio a Cinque. Nella seconda giornata riposa la squadra che ha vinto la prima gara o, in caso di parità, quella che ha disputato la prima gara in trasferta. Nella terza giornata si svolge la gara fra le due squadre che non si sono incontrate in precedenza. Accedono al turno successivo le prime due squadre di ogni triangolare.

#### 1ª giornata[23]
25 aprile 2015
- Real Cornaredo - Asso Arredamenti 6-0[24]
- Villorba - Elmas 3-1
- Nursia - Futsal Barletta 7-3
- Virtus Rutigliano - Real Team Matera 6-5

#### 2ª giornata[25]
2 maggio 2015
- Asso Arredamenti - Carrè Chiuppano 3-3
- Elmas - Bubi Merano 6-2
- Futsal Barletta - Cisternino 2-2
- Real Team Matera - Porto San Giorgio 5-2

#### 3ª giornata[26]
9 maggio 2015
- Carrè Chiuppano - Real Cornaredo 5-4
- Bubi Merano - Villorba 7-5
- Cisternino - Nursia 1-4
- Porto San Giorgio - Virtus Rutigliano 10-2

#### Triangolare 1
|  | Squadra          | P.ti | V | P | S | GF | GS | DR |
|  | ---------------- | ---- | - | - | - | -- | -- | -- |
|  | Carrè Chiuppano  | 4    | 1 | 1 | 0 | 8  | 7  | +1 |
|  | Real Cornaredo   | 3    | 1 | 0 | 1 | 10 | 5  | +5 |
|  | Asso Arredamenti | 1    | 0 | 1 | 1 | 3  | 9  | -6 |
|  |                  |      |   |   |   |    |    |    |

#### Triangolare 3
|  | Squadra         | P.ti | V | P | S | GF | GS | DR |
|  | --------------- | ---- | - | - | - | -- | -- | -- |
|  | Nursia          | 6    | 2 | 0 | 0 | 11 | 4  | +7 |
|  | Cisternino      | 1    | 0 | 1 | 1 | 3  | 6  | -3 |
|  | Barletta Futsal | 1    | 0 | 1 | 1 | 5  | 9  | -4 |
|  |                 |      |   |   |   |    |    |    |

#### Triangolare 2
|  | Squadra     | P.ti | V | P | S | GF | GS | DR |
|  | ----------- | ---- | - | - | - | -- | -- | -- |
|  | Elmas       | 3    | 1 | 0 | 1 | 7  | 5  | +2 |
|  | Villorba    | 3    | 1 | 0 | 1 | 8  | 8  | 0  |
|  | Bubi Merano | 3    | 1 | 0 | 1 | 9  | 11 | -2 |
|  |             |      |   |   |   |    |    |    |

#### Triangolare 4
|  | Squadra           | P.ti | V | P | S | GF | GS | DR |
|  | ----------------- | ---- | - | - | - | -- | -- | -- |
|  | Porto San Giorgio | 3    | 1 | 0 | 1 | 12 | 7  | +5 |
|  | Real Team Matera  | 3    | 1 | 0 | 1 | 10 | 8  | +2 |
|  | Virtus Rutigliano | 3    | 1 | 0 | 1 | 8  | 15 | -7 |
|  |                   |      |   |   |   |    |    |    |

### Terzo turno[27]
Le 8 Società classificatesi al primo e secondo posto di ciascun triangolare sono ammesse a disputare una gara unica di play-off da disputarsi in casa delle prime classificate dei triangolare del 2º turno. Al termine degli incontri saranno dichiarate vincenti le squadre che avranno segnato più reti. Nel caso di parità gli arbitri della gara faranno disputare due tempi supplementari di 5 
minuti ciascuno. Qualora anche al termine di questi le due squadre fossero in parità si procederà all'effettuazione dei calci di rigore.
|                   | Risultati |                  | Luogo e data                      |  |
| ----------------- | --------- | ---------------- | --------------------------------- |  |
| Carrè Chiuppano   | 7-4       | Villorba         | Carrè, 16 maggio 2015             |  |
| Elmas             | 8-7 (dts) | Real Cornaredo   | Elmas, 16 maggio 2015             |  |
| Nursia            | 4-0       | Real Team Matera | Norcia, 16 maggio 2015            |  |
| Porto San Giorgio | 6-8 (dts) | Cisternino       | Porto San Giorgio, 16 maggio 2015 |  |

### Quarto turno
Le 4 Società vincenti gli spareggi in gara unica del 3º turno disputano un incontro di spareggio, articolato in gara di andata e di ritorno. La squadra che dovrà disputare la prima gara in trasferta sarà determinata per sorteggio. Al termine degli incontri sono dichiarate vincenti le squadre che nelle due partite avranno ottenuto il maggior punteggio ovvero a parità di punteggio le squadre che avranno realizzato il maggior numero di reti. Nel caso di parità gli arbitri della gara di ritorno faranno disputare due tempi supplementari di 5 minuti ciascuno. Qualora anche al termine di questi le due squadre fossero in parità si procederà all'effettuazione dei calci di rigore. Le Società vincenti tali gare di 4 turno acquisiranno il diritto a richiedere l’ammissione al campionato di Serie A2 2015-2016.

#### Andata[28]
|                 | Risultati |        | Luogo e data           |  |
| --------------- | --------- | ------ | ---------------------- |  |
| Cisternino      | 0-1       | Nursia | Fasano, 23 maggio 2015 |  |
| Carrè Chiuppano | 6-4       | Elmas  | Carrè, 24 maggio 2015  |  |

#### Ritorno
|        | Risultati |                 | Luogo e data            |  |
| ------ | --------- | --------------- | ----------------------- |  |
| Nursia | 5-0       | Cisternino      | Spoleto, 30 maggio 2015 |  |
| Elmas  | 7-6 (dts) | Carrè Chiuppano | Elmas, 31 maggio 2015   |  |